# Ramgarh (Distrikt)

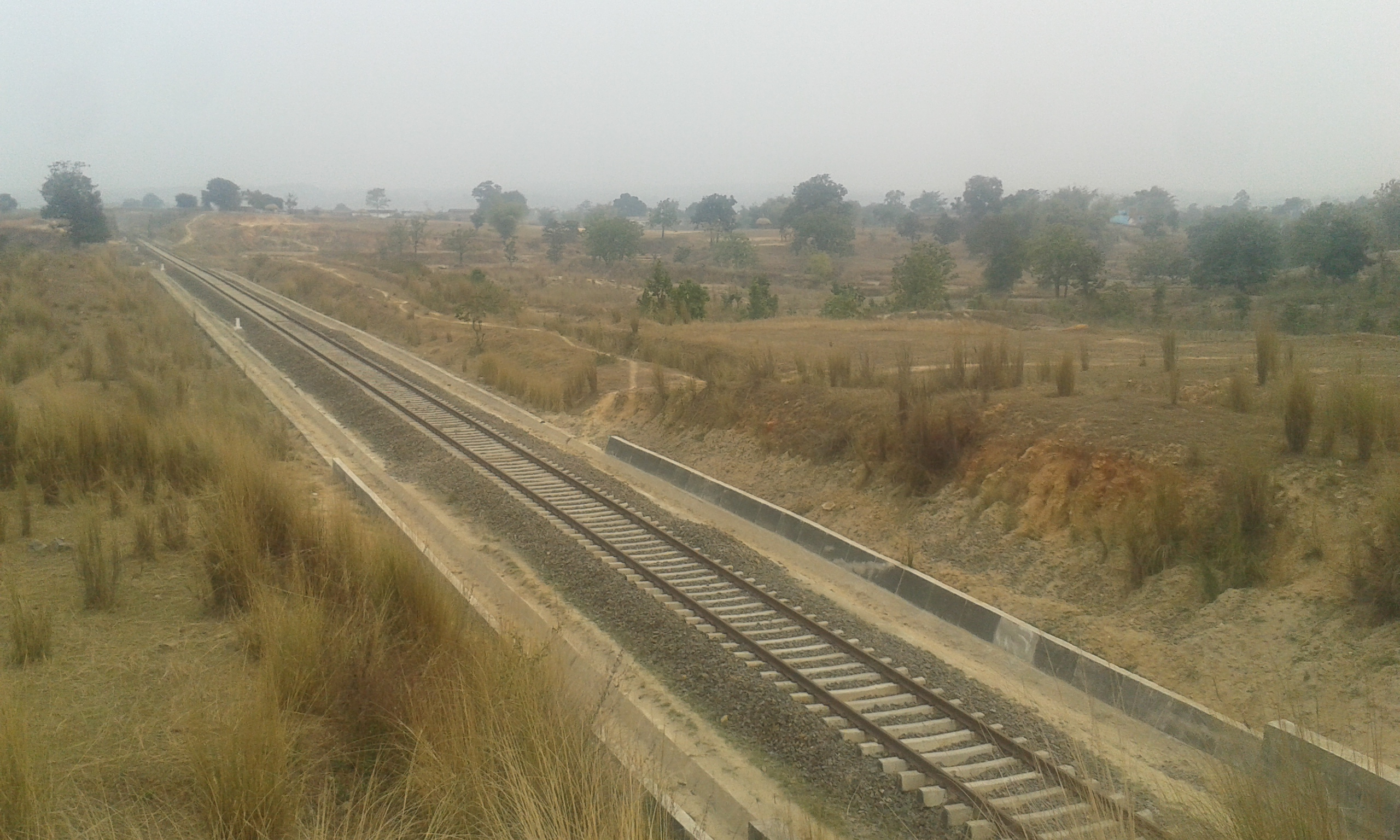
Landschaft im Distrikt Ramgarh

Ramgarh ist ein Distrikt im indischen Bundesstaat Jharkhand. Die Fläche beträgt 1341 km². Verwaltungssitz ist die Stadt Ramgarh Cantonment.

## Geschichte
Bevor der Distrikt 1994 gegründet wurde, war er Teil des Distrikts Hazaribagh.

## Bevölkerung

### Übersicht
Die Einwohnerzahl lag bei 949.443 (2011). Die Bevölkerungswachstumsrate im Zeitraum von 2001 bis 2011 betrug 13,1 %. Ramgarh hat ein Geschlechterverhältnis von 921 Frauen pro 1000 Männer und damit einen für Indien häufigen Männerüberschuss. Der Distrikt hatte 2011 eine Alphabetisierungsrate von 73,17 %, eine Steigerung um knapp 18 Prozentpunkte gegenüber dem Jahr 2001. Die Alphabetisierung liegt damit deutlich über dem Durchschnitt von Jharkhand und nah am nationalen Durchschnitt. Knapp 81,6 % der Bevölkerung sind Hindus, ca. 13,6 % sind Muslime, ca. 0,8 % sind Christen, ca. 0,5 % sind Sikhs, 0,1 % sind Jainas und ca. 3,5 % gaben keine Religionszugehörigkeit an oder praktizierten andere Religionen. 14,1 % der Bevölkerung sind Kinder unter 6 Jahre.

### Bevölkerungsentwicklung
In den ersten Jahrzehnten des 20. Jahrhunderts wuchs die Bevölkerung im Gegensatz zu anderen Gebieten bereits stark an. Trotz Seuchen, Krankheiten und Hungersnöten. Seit der Unabhängigkeit Indiens hat sich die Bevölkerungszunahme beschleunigt. Während die Bevölkerung in der ersten Hälfte des 20. Jahrhunderts um rund 64 % zunahm, betrug das Wachstum zwischen 1961 und 2011 258 %. Die Bevölkerungszunahme zwischen 2001 und 2011 war dagegen tief und lag bei 13,10 % oder rund 110.000 Menschen. Die Entwicklung verdeutlichen folgende Tabellen:
| Jahr      | 1901    | 1911    | 1921    | 1931    | 1941    | 1951    | 1961    | 1971    | 1981    | 1991    |
| Einwohner | 123.154 | 134.733 | 133.503 | 158.638 | 183.100 | 202.533 | 265.261 | 362.188 | 544.330 | 698.081 |

### Bedeutende Orte
Im Distrikt gibt es nebst dem Hauptort Ramgarh Cantonment laut Volkszählung 2011 noch 22 weitere Orte, die als Städte (towns und census towns) gelten. Dies widerspiegelt den hohen Anteil an städtischer Bevölkerung im Distrikt. Denn 418.955 der 949.443 Einwohner oder 44,13 % leben in städtischen Gebieten. Die Ortschaften mit mehr als 20.000 Einwohnern sind:
Weitere Städte mit mehr als 10.000 Bewohnern sind Sirka (19.871 Einwohner), Barkakana (18.475 Einwohner), Kedla (16.054 Einwohner), Ara (13.547 Einwohner) und Mandu (10.223 Einwohner).

### Volksgruppen
In Indien teilt man die Bevölkerung in die drei Kategorien general population, scheduled castes und scheduled tribes ein. Die scheduled castes (anerkannte Kasten) mit (2011) 111.414 Menschen (11,73 Prozent der Distriktsbevölkerung) werden heutzutage Dalit genannt (früher auch abschätzig Unberührbare betitelt). Die scheduled tribes sind die anerkannten Stammesgemeinschaften mit (2011) 201.166 Menschen (21,19 Prozent der Distriktsbevölkerung), die sich selber als Adivasi bezeichnen. Zu ihnen gehören in Jharkhand 32 Volksgruppen. Ramgarh gehört zu denjenigen Bezirken, in denen die scheduled tribes stark vertreten sind. Mehr als 5000 Angehörige zählen die Munda (51.777 Menschen oder 5,45 % der Distriktsbevölkerung), Bedia (48.885 Menschen oder 5,15 % der Distriktsbevölkerung), Santal (35.976 Menschen oder 3,79 % der Distriktsbevölkerung), Karmali (35.322 Menschen oder 3,72 % der Distriktsbevölkerung) und Oraon (17.182 Menschen oder 1,81 % der Distriktsbevölkerung).

### Bevölkerung des Distrikts nach Bekenntnissen
Die Bevölkerung ist mehrheitlich hinduistisch. Eine bedeutende Minderheit sind die Muslime, eine kleinere Minderheit die Anhängerschaft traditioneller Religionen.
Die Hindus sind in allen sechs Blocks eine deutliche Mehrheit mit Anteilen zwischen 72,82 % (Chitarpur) und 85,69 % (Gola). Die Hochburgen der Muslime sind die Blocks Chitarpur (26,55 %) und Dulmi (18,58 %). Nur im Block Patratu (5,75 %) übersteigt der Anteil der Anhängerschaft traditioneller Religionen die Marke von 5 %. Die genaue religiöse Zusammensetzung der Bevölkerung zeigt folgende Tabelle:
| Jahr                                   | Buddhisten | Buddhisten | Christen | Christen | Hindus  | Hindus | Jainas | Jainas | Muslime | Muslime | Sikhs | Sikhs | Andere Religionen | Andere Religionen | keine Angaben | keine Angaben | Total   | Total    |
| Jahr                                   | Zahl       | %          | Zahl     | %        | Zahl    | %      | Zahl   | %      | Zahl    | %       | Zahl  | %     | Zahl              | %                 | Zahl          | %             | Zahl    | %        |
| -------------------------------------- | ---------- | ---------- | -------- | -------- | ------- | ------ | ------ | ------ | ------- | ------- | ----- | ----- | ----------------- | ----------------- | ------------- | ------------- | ------- | -------- |
| 2011                                   | 69         | 0,01       | 7260     | 0,76     | 774.251 | 81,55  | 537    | 0,06   | 129.037 | 13,59   | 5093  | 0,54  | 32.378            | 3,41              | 818           | 0,09          | 949.443 | 100,00 % |
| Quelle: Ergebnis der Volkszählung 2011 |            |            |          |          |         |        |        |        |         |         |       |       |                   |                   |               |               |         |          |